# Cement bakteriobójczy
Cement bakteriobójczy – cement portlandzki zmielony wspólnie z czynnikiem bakteriobójczym, który zapobiega fermentacji mikrobiologicznej. Takie zagrożenie występuje w betonowych podłogach w zakładach produkujących żywność, gdzie-po wyługowaniu cementów przez kwasy- następuje fermentacja spowodowana przez bakterie w obecności wilgoci. Cement bakteriobójczy może być również z powodzeniem stosowany w basenach kąpielowych i podobnych miejscach, gdzie występują bakterie i grzyby.